# 洛克哈特 (佛羅里達州)
洛克哈特（英語：Lockhart）是位於美國佛羅里達州橙縣的一個人口普查指定地區。

## 地理
洛克哈特的座標為28°37′31″N 81°26′13″W / 28.62528°N 81.43694°W，而該地最高點為海拔高度26米（即85英尺）。

## 人口
根據2010年美國人口普查的數據，洛克哈特的面積為11.80平方千米，當中陸地面積為11.30平方千米，而水域面積為0.50平方千米。當地共有人口13060人，而人口密度為每平方千米1,106人。